# Élevage d'embouche

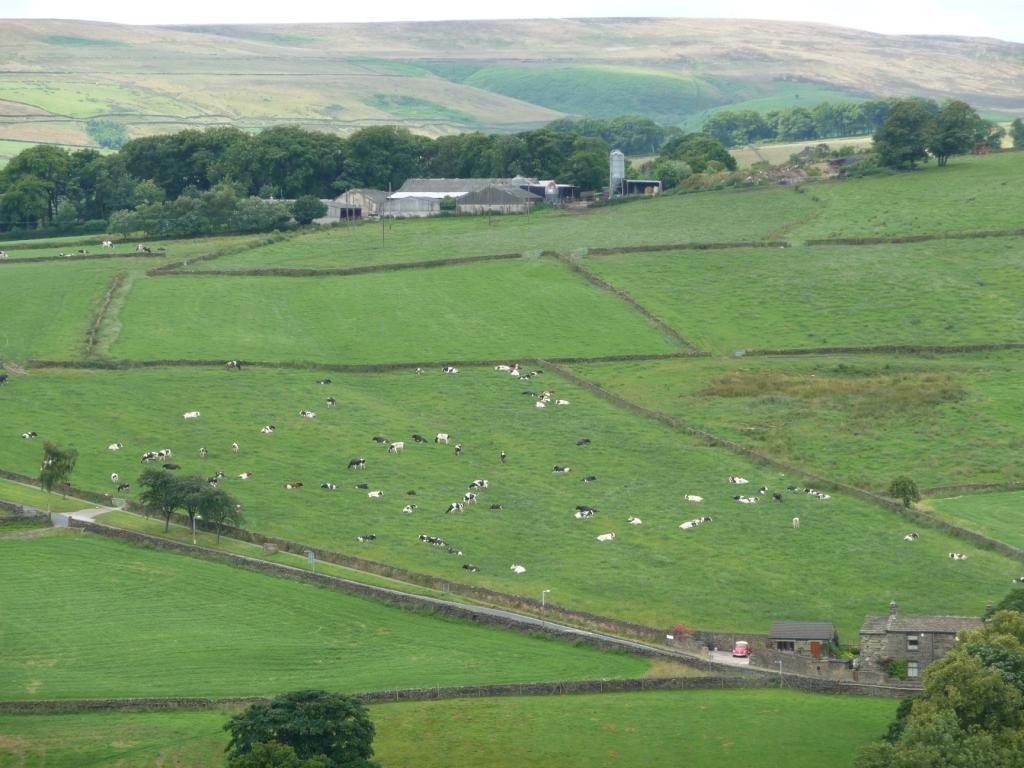
Bénéficiant depuis l'époque médiévale de leurs droits de pacage et de pâturage, les habitants continuent d'y faire paître leurs troupeaux et dépendent en grande partie de l'embouche.

L'élevage d'embouche est une technique d'élevage agricole consistant à nourrir du bétail (généralement les bovins mais aussi des ovins ou des poissons), avec des herbes ou des plantes permettant un engraissement rapide. 
Traditionnellement, on distingue des « pays naisseurs » (pays d'élevage) et des « pays d'embouche ». Dans l'élevage bovin par exemple, les maquignons et chevillards achetaient aux pays naisseurs les bovins destinés à être engraissés plus près des marchés de consommation. 
La technique d'ensilage est une technique de conservation des fourrages. Elle permet d'augmenter le taux d'alcool du maïs, afin d'augmenter la consommation des animaux, elle est généralement utilisée pour améliorer l'embouche, mais aussi la production de lait.